# Rio das Rãs
Rio das Rãs är ett vattendrag i Brasilien.   Det ligger i delstaten Bahia, i den östra delen av landet, 500 km nordost om huvudstaden Brasília.
Omgivningarna runt Rio das Rãs är huvudsakligen savann. Runt Rio das Rãs är det glesbefolkat, med 14 invånare per kvadratkilometer.